# Michal Ševčík
Pour les articles homonymes, voir Ševčík.
Michal Ševčík, né le 13 août 2002 à Třebíč en Tchéquie, est un footballeur tchèque qui évolue au poste de milieu ofensif au FK Mladá Boleslav, en prêt du Sparta Prague.

## Biographie

### En club
Né à Třebíč en Tchéquie, Michal Ševčík est formé au SK Fotbalová škola Třebíč avant de rejoindre le FC Zbrojovka Brno pour y poursuivre sa formation. Il signe son premier contrat professionnel à seize ans, le 13 septembre 2018. Après avoir impressionné dans les matchs de présaison à l'été 2020 avec l'équipe première, Ševčík joue son premier match en professionnel avec ce club, le 20 septembre 2020 face au SK Sigma Olomouc. Il entre en jeu lors de cette rencontre perdue par son équipe par quatre buts à deux,.
Ševčík inscrit son premier but pour le FC Zbrojovka Brno le 11 août 2021, lors d'une rencontre de coupe de Tchéquie contre le FC Žďas Žďár nad Sázavou (en). Il est titularisé et son équipe s'impose par quatre buts à zéro.
Lors de l'été 2023, Michal Ševčík s'engage en faveur du champion en titre, le Sparta Prague. Le transfert est annoncé le 19 juin 2023 et il signe un contrat de quatre ans, soit jusqu'en juin 2027.

### En sélection
Il joue quatre matchs et marque un but avec l'équipe de Tchéquie des moins de 19 ans, tous en 2019.
Michal Ševčík joue son premier match avec l'équipe de Tchéquie espoirs le 16 novembre 2021 contre la Slovénie. Il entre en jeu à la place de Pavel Šulc et les deux équipes se neutralisent (1-1 score final).